# Denison River (Gordon River)
Der Denison River ist ein Fluss im Südwesten des australischen Bundesstaates Tasmanien. 

## Geografie

### Flusslauf
Der rund 82 Kilometer lange Denison River entspringt an den Westhängen des Mount King William II., der in der King William Range im Nordostteil des Franklin-Gordon-Wild-Rivers-Nationalparks liegt. Er fließt zunächst an der Westseite des Gebirges nach Süden und biegt dann nach Süd-Südwesten ab, um die Prince of Wales Range an ihrer Südostseite zu begleiten. An deren Südende biegt er nach Südwesten ab und mündet westlich der Nichols Range in den Gordon River.
Auf seinem gesamten Lauf durchfließt der Denison River unbesiedeltes Gebiet im Nationalpark.

### Nebenflüsse mit Mündungshöhen
- Firths River – 247 m
- Maxwell River – 67 m[1]